# Deux de couple féminin aux Jeux olympiques d'été de 2024
Cet article traite de l'épreuve féminine. Pour la compétition masculine, voir Deux de couple masculin aux Jeux olympiques d'été de 2024.
Navigation
Tokyo 2020 Los Angeles 2028
L'épreuve féminine de deux de couple des Jeux olympiques d'été de 2024 de Paris a lieu au stade nautique olympique de Vaires-sur-Marne du 27 juillet au 1er août 2024.

## Médaillées
| Or                                              | Argent                                           | Bronze                                                    |
| Nouvelle-Zélande - Brooke Francis - Lucy Spoors | Roumanie - Nicoleta-Ancuța Bodnar - Simona Radiș | Grande-Bretagne - Mathilda Hodgkins Byrne - Rebecca Wilde |

## Programme
| Date                | Heure   | Tour         |
| ------------------- | ------- | ------------ |
| Samedi 27 juillet   | 09 h 00 | Séries       |
| Dimanche 28 juillet | 09 h 00 | Repêchage    |
| Mardi 30 juillet    | 09 h 30 | Demi-finales |
| Jeudi 1er août      | 09 h 30 | Finale       |

## Résultats détaillés

### Séries
Les trois premiers de chaque série sont qualifiés pour les demi-finales (Q), les autres vont en repêchage (R).
| Rang | Couloir | Rameurs                                 | Pays             | Temps         | Notes |
| ---- | ------- | --------------------------------------- | ---------------- | ------------- | ----- |
| 1    | 2       | Brooke Francis / Lucy Spoors            | Nouvelle-Zélande | 6 min 51 s 68 | Q     |
| 2    | 5       | Mathilda Hodgkins Byrne / Rebecca Wilde | Grande-Bretagne  | 6 min 52 s 31 | Q     |
| 3    | 4       | Sophia Vitas / Kristi Wagner            | États-Unis       | 6 min 56 s 47 | Q     |
| 4    | 1       | Lisa Scheenaard / Martine Veldhuis      | Pays-Bas         | 6 min 58 s 65 | R     |
| 5    | 3       | Clara Guerra / Stefania Gobbi           | Italie           | 7 min 15 s 51 | R     |

| Rang | Couloir | Rameurs                                   | Pays      | Temps         | Notes |
| ---- | ------- | ----------------------------------------- | --------- | ------------- | ----- |
| 1    | 3       | Élodie Ravera-Scaramozzino / Emma Lunatti | France    | 6 min 48 s 89 | Q     |
| 2    | 2       | Amanda Bateman / Harriet Hudson           | Australie | 6 min 49 s 21 | Q     |
| 3    | 1       | Zoe Hyde / Alison Bergin                  | Irlande   | 6 min 52 s 61 | Q     |
| 4    | 4       | Donata Vištartaitė / Dovilė Rimkutė       | Lituanie  | 6 min 59 s 62 | R     |

| Rang | Couloir | Rameurs                               | Pays     | Temps         | Notes |
| ---- | ------- | ------------------------------------- | -------- | ------------- | ----- |
| 1    | 3       | Nicoleta-Ancuța Bodnar / Simona Radiș | Roumanie | 6 min 48 s 49 | Q     |
| 2    | 4       | Anna Šantrůčková / Lenka Lukšová      | Tchéquie | 6 min 55 s 16 | Q     |
| 3    | 1       | Shen Shuangmei / Lu Shiyu             | Chine    | 6 min 58 s 85 | Q     |
| 4    | 2       | Thea Helseth / Inger Seim Kavlie      | Norvège  | 7 min 0 s 78  | R     |

### Repêchage
Les trois premières embarcations du repêchage se qualifient pour les demi-finales (Q), les autres sont éliminées.
| Rang | Couloir | Rameurs                             | Pays     | Temps         | Notes |
| ---- | ------- | ----------------------------------- | -------- | ------------- | ----- |
| 1    | 2       | Lisa Scheenaard / Martine Veldhuis  | Pays-Bas | 7 min 8 s 42  | Q     |
| 2    | 3       | Thea Helseth / Inger Seim Kavlie    | Norvège  | 7 min 10 s 39 | Q     |
| 3    | 4       | Clara Guerra / Stefania Gobbi       | Italie   | 7 min 10 s 41 |       |
| 4    | 1       | Donata Vištartaitė / Dovilė Rimkutė | Lituanie | 7 min 15 s 00 |       |

### Demi-finales
Les trois premières embarcations de chaque demi-finale se qualifient pour la finale A (FA), les autres vont en finale B (FB).
| Rang | Couloir | Rameurs                                   | Pays             | Temps         | Notes |
| ---- | ------- | ----------------------------------------- | ---------------- | ------------- | ----- |
| 1    | 3       | Brooke Francis / Lucy Spoors              | Nouvelle-Zélande | 6 min 49 s 49 | FA    |
| 2    | 1       | Lisa Scheenaard / Martine Veldhuis        | Pays-Bas         | 6 min 50 s 20 | FA    |
| 3    | 4       | Élodie Ravera-Scaramozzino / Emma Lunatti | France           | 6 min 51 s 30 | FA    |
| 4    | 2       | Anna Šantrůčková / Lenka Lukšová          | Tchéquie         | 6 min 54 s 76 | FB    |
| 5    | 5       | Zoe Hyde / Alison Bergin                  | Irlande          | 6 min 55 s 08 | FB    |
| 6    | 6       | Clara Guerra / Stefania Gobbi             | Italie           | 6 min 58 s 08 | FB    |

| Rang | Couloir | Rameurs                                 | Pays            | Temps         | Notes |
| ---- | ------- | --------------------------------------- | --------------- | ------------- | ----- |
| 1    | 4       | Nicoleta-Ancuța Bodnar / Simona Radiș   | Roumanie        | 6 min 51 s 41 | FA    |
| 2    | 5       | Mathilda Hodgkins Byrne / Rebecca Wilde | Grande-Bretagne | 6 min 51 s 82 | FA    |
| 3    | 1       | Thea Helseth / Inger Seim Kavlie        | Norvège         | 6 min 52 s 47 | FA    |
| 4    | 3       | Amanda Bateman / Harriet Hudson         | Australie       | 6 min 52 s 69 | FB    |
| 5    | 2       | Sophia Vitas / Kristi Wagner            | États-Unis      | 7 min 4 s 12  | FB    |
| 6    | 6       | Shen Shuangmei / Lu Shiyu               | Chine           | 7 min 9 s 75  | FB    |

### Finales
| Rang                                | Couloir | Rameur                                    | Pays             | Temps         | Notes |
| ----------------------------------- | ------- | ----------------------------------------- | ---------------- | ------------- | ----- |
| Médaille d'or, Jeux olympiques      | 3       | Brooke Francis / Lucy Spoors              | Nouvelle-Zélande | 6 min 50 s 45 |       |
| Médaille d'argent, Jeux olympiques  | 4       | Nicoleta-Ancuța Bodnar / Simona Radiș     | Roumanie         | 6 min 50 s 69 |       |
| Médaille de bronze, Jeux olympiques | 2       | Mathilda Hodgkins Byrne / Rebecca Wilde   | Grande-Bretagne  | 6 min 53 s 22 |       |
| 4                                   | 5       | Lisa Scheenaard / Martine Veldhuis        | Pays-Bas         | 6 min 54 s 24 |       |
| 5                                   | 6       | Élodie Ravera-Scaramozzino / Emma Lunatti | France           | 6 min 57 s 35 |       |
| 6                                   | 1       | Thea Helseth / Inger Seim Kavlie          | Norvège          | 6 min 58 s 41 |       |

| Rang | Couloir | Rameur                           | Pays       | Temps         | Notes |
| ---- | ------- | -------------------------------- | ---------- | ------------- | ----- |
| 1    | 4       | Amanda Bateman / Harriet Hudson  | Australie  | 6 min 47 s 66 |       |
| 2    | 3       | Anna Šantrůčková / Lenka Lukšová | Tchéquie   | 6 min 49 s 92 |       |
| 3    | 5       | Sophia Vitas / Kristi Wagner     | États-Unis | 6 min 50 s 74 |       |
| 4    | 2       | Zoe Hyde / Alison Bergin         | Irlande    | 6 min 55 s 62 |       |
| 5    | 1       | Clara Guerra / Stefania Gobbi    | Italie     | 6 min 56 s 87 |       |
| 6    | 6       | Shen Shuangmei / Lu Shiyu        | Chine      | 7 min 0 s 71  |       |